# Mailchimp
Mailchimp — платформа автоматизации маркетинга и почтовый маркетинговый сервис. Оператором Mailchimp является американская компания Rocket Science Group, основанная в 2001 году Беном Честнутом и Марком Армстронгом, к которым позднее присоединился Дан Курзиус.

## История
Mailchimp начинал как платный сервис и добавил опцию freemium в 2009 году. В течение года его пользовательская база выросла с 85 000 до 450 000. К июню 2014 года оно отправляло более 10 миллиардов электронных писем в месяц от имени своих пользователей. В 2017 году компания набирала 14 000 новых клиентов каждый день.
В 2016 году Mailchimp занял 7-е место в списке Forbes Cloud 100. В феврале 2017 года компания была названа одной из самых инновационных компаний Fast Company 2017 года. В августе 2017 года сообщалось, что Mailchimp будет открывать офисы в Бруклине и Окленде, штат Калифорния.
В феврале 2019 года Mailchimp приобрела команду LemonStand, меньшего конкурента. Позже в 2019 году компания объявила, что её годовой доход достигнет 700 миллионов долларов. Mailchimp собирается стать полноценной маркетинговой платформой, предназначенной для небольших организаций.
В сентябре 2021 году Mailchimp была куплена американским разработчиком финансового программного обеспечения Intuit. Сумма сделки составила 12 млрд долларов.
В марте 2022 года материнская компания сервиса Intuit опубликовала заявление в поддержку Украины, в которую вторглась российская армия. На следующий день Mailchimp начал отключать аккаунты российских пользователей без предупреждения. Деньги клиентов остались заблокированы на счетах компании.

## Маркетинговые кампании
Как рекламодатель подкастов, Mailchimp также спонсировал запуск подкаста Serial, в котором рассказывается об убийстве в нескольких эпизодах. Во время сериала пародии на сериал были нацелены на несколько аспектов шоу, включая спонсора подкаста (особенно мем "MailKimp").

## Критика
В феврале 2016 года Mailchimp объявил о слиянии службы транзакционной электронной почты Mandrill с Mailchimp в качестве дополнительной функции и уведомил клиентов за 60 дней, чтобы перейти на новую структуру ценообразования или найти альтернативную платформу обслуживания. Объявление было встречено с широкой критикой и возмущением клиентов из-за новой структуры ценообразования, требующей наличия платного плана Mailchimp, прежде чем он сможет приобрести кредиты Mandrill, в результате чего клиенты платят за два продукта, чтобы получить доступ к Mandrill.
Ранее клиенты могли приобретать кредиты Mandrill для отправки электронных писем без регистрации в Mailchimp. Первоначально кредиты были оценены в 9,95 долл. США для 25 000 электронных писем, но увеличились до 20 долл. США для того же количества писем в соответствии с новой схемой ценообразования. В дополнение к необходимости покупать кредиты Mandrill, клиенты теперь должны быть на платном ежемесячном плане Mailchimp (минимальный ежемесячный план составляет $ 10 в месяц), даже если клиент не нуждается в услугах Mailchimp и хочет только доступ к Mandrill. Mandrill был переименован в Mailchimp Transactional.